# Sherman Crocodile
Sherman Crocodile   — американский огнемётный танк на базе М4А4 Шерман, разработанный совместно с Великобританией в 1943 году.

## История
В 1943 американцам показали прототип Churchill Crocodile, и появился вопрос о создании похожей машины на основе Шермана. Первый макет машины был представлен Petroleum Warfare Department в октябре 1943. Полноценный прототип на базе М4А2 появился уже в 1944 году. 16 февраля США заказала 100 Sherman Crocodile для операции "Оверлорд", но из-за перегруженности британских заводов было произведено только 3. Позже все Sherman Crocodile были отправлены в 739 танковый батальон, единственное боевое применение которых состоялось в феврале 1945 при штурме цитадели в Юлихе. Несмотря на то что все танки пережили войну, до наших дней ни один не сохранился.

## Конструкция
Конструкция танка была аналогична М4А4 за исключением 2 внешних огнемётов и колёсного прицепа Crocodile. Прицеп имел 12-мм броню и весил 6.5 тонн. Всего прицеп мог перевозить 5 баллонов сжатого азота и 1818 л горючей смеси. В огнемёты топливо заливалось вручную.